# ميكيل أرامبورو
ميكيل أرامبورو (بالإسبانية: Mikel Aranburu) لاعب كرة قدم سابق إسباني من مواليد 18 فبراير 1979، لعب مع ريال سوسييداد طوال مسيرته الكروية التي بدأها مع الفريق الأول للنادي في عام 1996 وحتى اعتزاله في 2012.

## روابط خارجية
- ميكيل أرامبورو على موقع قاعدة بيانات كرة القدم.إي يو (الإنجليزية)
- ميكيل أرامبورو على موقع Soccerbase.com (لاعب) (الإنجليزية)
- ميكيل أرامبورو على موقع Soccerway.com (الإنجليزية)
- ميكيل أرامبورو على موقع كووورة